# Episodi de I Robinson (prima stagione)
La prima stagione della serie televisiva I Robinson è stata trasmessa in prima visione negli Stati Uniti dal 20 settembre 1984 al 9 maggio 1985 sul canale NBC e in Italia dal 24 febbraio 1986 su Canale 5 , per un totale di 24 puntate. Nel pilot, divenuto poi il primo episodio, non viene minimamente accennata la presenza del personaggio di Sandra, tanto che i coniugi Robinson, dialogando tra loro, affermeranno di avere quattro figli, non cinque. Un'altra curiosità è che il set che rappresenta la casa, nel pilot e nei primissimi episodi, compare in parte diverso al resto della serie. 
| nº | Titolo originale            | Titolo italiano             | Prima TV USA      | Prima TV Italia  |
| -- | --------------------------- | --------------------------- | ----------------- | ---------------- |
| 1  | Pilot                       | Episodio pilota             | 20 settembre 1984 | 24 febbraio 1986 |
| 2  | Goodbye Mr. Fish            | Il signor pesce             | 27 settembre 1984 | 1986             |
| 3  | Bad Dreams                  | Un brutto sogno             | 4 ottobre 1984    | 1986             |
| 4  | Is That My Boy?             | Quello è mio figlio         | 11 ottobre 1984   | 1986             |
| 5  | The Shirt Story             | Una storia breve            | 18 ottobre 1984   | 1986             |
| 6  | Breaking With Tradition     | Rompere le tradizioni       | 25 ottobre 1984   | 1986             |
| 7  | One More Time               | Ancora una volta            | 1º novembre 1984  | 1986             |
| 8  | Play It Again, Vanessa      | Provaci ancora Vanessa      | 8 novembre 1984   | 1986             |
| 9  | How Ugly Is He?             | Ma quanto è strano questo   | 15 novembre 1984  | 1986             |
| 10 | Bon Jour, Sandra            | Bentornata, Sandra          | 22 novembre 1984  | 1986             |
| 11 | You're Not a Mother Tonight | Stanotte non sei una mamma  | 6 dicembre 1984   | 1986             |
| 12 | Rudy's Sick                 | La piccola malata           | 13 dicembre 1984  | 1986             |
| 13 | Father's Day                | La festa del papà           | 20 dicembre 1984  | 1986             |
| 14 | Independence day            | Il giorno dell'Indipendenza | 10 gennaio 1985   | 1986             |
| 15 | Physician of the Year       | Medico dell'anno            | 17 gennaio 1985   | 1986             |
| 16 | Jitterbug Break             | Il ballo                    | 31 gennaio 1985   | 1986             |
| 17 | Theo and the Joint          | Una questione di fiducia    | 7 febbraio 1985   | 1986             |
| 18 | Vanessa's New Class         | Il progetto di scienze      | 14 febbraio 1985  | 1986             |
| 19 | Clair's Case                | Il caso Clair               | 21 febbraio 1985  | 1986             |
| 20 | Back on the Track, Jack     | Bentornato in pista         | 28 febbraio 1985  | 1986             |
| 21 | The Younger Woman           | La giovane donna            | 14 marzo 1985     | 1986             |
| 22 | Slumber Party               | Il pigiama party            | 28 marzo 1985     | 1986             |
| 23 | Mr. Quiet                   | Mr. Quiet                   | 2 maggio 1985     | 1986             |
| 24 | Cliff's Birthday            | Il compleanno di Cliff      | 9 maggio 1985     | 1986             |

## Episodio pilota
- Titolo originale: Pilot
- Diretto da: Jay Sandrich
- Scritto da: Ed Weinberger e Michael Leeson

### Trama
Clair è in cucina a preparare la colazione per i suoi figli, che apparecchiano tenendo la radio a volume altissimo. Quando finalmente Clair riesce a spegnere lo stereo e a guadagnare un po' di silenzio, irrompe Cliff che lo riaccende. Nell'ospedale dove lavora, Cliff si ritrova a dover tranquillizzare il marito di una sua paziente che sta partorendo. L'uomo esce dalla sala parto in evidente stato di tensione, sicché Cliff lo incoraggia e lo convince a rientrare per stare al fianco della coniuge. Theo, intanto, dopo aver portato a casa una terribile pagella, rimedia inevitabilmente una ramanzina dalla autoritaria madre. Quando Cliff rincasa, Clair lo sprona perché salga in camera del figlio e faccia altrettanto. Ma Cliff usa una filosofia tutta sua e, usando i soldi del Monopoly, fa capire a Theo che è necessario studiare come si deve per poter avere un buon lavoro, un buono stipendio e un futuro tranquillo. Dopodiché, non risparmia nemmeno le sue figlie: Vanessa e Rudy litigano dopo aver fatto il bagno, mentre Denise sta per uscire con un ragazzo di cui Cliff ovviamente non è molto convinto.

## Il signor pesce
- Titolo originale: Goodbye, Mr.fish
- Diretto da: Jay Sandrich
- Scritto da: Earl Pomerantz

### Trama
Vanessa si accorge che Lebon, il pesciolino rosso di Rudy, è morto. La bimba è ancora troppo piccola per capire cosa sia la morte e non si è minimamente resa conto che il suo pesciolino è senza vita, tanto che continua a dargli del cibo. Vanessa deve chiedere aiuto al padre per spiegarle con delicatezza che Lebon è morto, ma per quanto si sforzino di prendere il discorso alla larga, interviene Theo a dire tutto in modo diretto, senza nemmeno volerlo. Clair torna vittoriosa da un'ottima giornata di lavoro, ma per vari motivi, nessuno in famiglia ha tempo di ascoltare i suoi successi lavorativi. Ci resta così male che, quando finalmente Cliff le dedica tutta la sua attenzione, Clair tiene inizialmente su il muso, salvo farsi convincere dal marito a raccontare la sua giornata. Quando finalmente inizia il suo racconto, dall'ospedale chiamano incessantemente Cliff per un caso urgente. Ma Cliff ignora la chiamata per dedicare l'attenzione alla moglie.

## Un brutto sogno
- Titolo originale: Bad dreams
- Diretto da: Jay Sandric
- Scritto da: John Markus

### Trama
Theo va al cinema accompagnato da Clair per un gettonatissimo (quanto improbabile) film d'azione, Luca prende il Bazooka, suscitando le critiche del padre quanto a gusti cinematografici e l'invidia della sorella Vanessa che tanto avrebbe voluto vedere il film. Cliff convince così Theo a tornare al cinema con lui per vedere uno dei suoi film d'azione preferiti, che il ragazzo troverà, tuttavia, poco realistico perché il cavallo Cocodrile si arrotolava le sigarette da solo ma non solo per quello. Nel contempo, Cliff insiste nel proibire a Vanessa di vedere Luca prende il Bazooka, conoscendo la fifa della figlia nel vedere film eccessivamente sanguinosi. Vanessa ignora i moniti di suo padre e va a vedere il film di nascosto, non riuscendo più a dormire per la paura suscitata dal film.
Come inevitabile conseguenza, Vanessa ha paura di stare in camera sua di notte (Cliff la trova in cucina, a notte fonda, che prepara del caffè) finendo così a dormire nel letto dei genitori.

## Quello è mio figlio
- Titolo originale: Is that my boy?
- Diretto da: Jay Sandrich
- Scritto da: John Markus

### Trama
Theo torna a casa tardi da scuola perché è appena stato selezionato dalla squadra di football. Cliff, che da ragazzo ha occasionalmente giocato, ne è orgogliosissimo e già si sogna sulle gradinate dello stadio a vantarsi con gli altri delle gesta sportive del figlio. Anche Clair è soddisfatta di Theo, ma teme che il figlio possa trascurare lo studio per il football e soprattutto che lo stesso Cliff gli riponga eccessive aspettative quando inizierà a giocare. Rudy tiene su il muso perché si sente trascurata da tutta la famiglia. Clair, per rimediare, la convince a preparare una crostata di mele insieme, ma la piccola combina solo pasticci e si infuria ancora di più. Theo e Cliff, intanto, tornano dopo essersi allenati a football assieme; mentre il ragazzo è entusiasta per aver giocato e appreso tante cose dal padre, Cliff è rimasto deluso dall'aver visto che Theo gioca malissimo e prevede per lui una triste carriera da panchinaro fisso.

## Una storia breve
- Titolo originale: The shirt story
- Diretto da: Jay Sandrich
- Scritto da: John Markus

### Trama
Dopo aver fatto shopping con la madre, Theo torna a casa con una camicia firmata da Fiorino Valentucci (parodia di Fiorucci e Valentino) costata ben 89 dollari. Ovviamente, la spesa esagerata manda su tutte le furie Cliff, che obbliga il figlio a riportare la camicia in negozio e a comprarne una che ne costi al massimo 30. Theo è talmente determinato ad avere quella camicia firmata (gli "serve" per fare colpo su una ragazza, Christine) che si fa convincere, per quei 30 dollari, a farsene cucire una identica dalla sorella Denise. Denise sottovaluta le difficoltà nel creare una camicia da zero e inevitabilmente il risultato finale è un disastro; quando è il momento di indossarla, persino Cliff ride del figlio vestito con quella camicia completamente sbagliata. Cliff, prevedendo che Denise fosse una pessima sarta, ha segretamente conservato la Fiorino Valentucci in camera sua anziché riportarla indietro, cosicché Theo, felicissimo, sale su per cambiarsi. Ma nell'attraversare il salotto, si fa vedere con la camicia sbagliata dai suoi amici e dalla sua Christine, giunti nel frattempo a casa. Ma la piacevole sorpresa è dietro l'angolo. 

## Rompere con le tradizioni
- Titolo originale: Breaking with tradition
- Diretto da: Jay Sandrich
- Scritto da: Earl Pomerantz

### Trama
Theo non ha restituito a Cliff 5 dollari che gli aveva prestato, così lui gli fa riordinare la cucina prima di uscire. Lui allora decide di godersi un po' di riposo e dice al figlio di non disturbarlo per nessuna ragione, salvo emergenze ospedaliere. Arriva il padre di Cliff e Theo gli dice di ripassare più tardi perché Cliff sta riposando. Cliff lo rimprovera, ma intanto telefona da Russel dalla casa dei vicini e ritorna offeso con Cliff. I due si chiariscono e Russel si informa sugli studi dei nipoti, Cliff parla di Denise che non vuole andare all'Hillman deludendo Russell che vorrebbe parlarle, così Cliff va a chiamare Denise spiegandole che per tradizione tutta la sua famiglia ha studiato lì e che dovrebbe parlare con il nonno, così Denise va a parlare al nonno per rassicurarlo. Cliff parlando dei suoi studi confessa che è andato all'Hillmann perché c'era Clair, ma a lei non vuole dirlo. Alla fine convincono Denise a scegliere quell'università dicendole che è frequentata da una ragazza ogni 8 ragazzi e Cliff è contento perché lei si sta convincendo per quell'università. Dopo la conversazione Clair torna a casa con Rudy e Vanessa e Russel tenta di dirle perché Cliff è andato all'Hillman ma lui e il figlio si rincorrono.

## Ancora una volta
- Titolo originale: One more time
- Diretto da: Jay Sandrich
- Scritto da: Earl Pomerantz

### Trama
Un'amica lascia a Clair il suo neonato per qualche ora e lei si lascia intenerire dal suo odore e dice a Cliff che questo le fa desiderare di averne un altro, mentre Cliff cerca di dissuaderla perché non ne vuole altri e le dice di tutto pur di farle cambiare idea. Vanessa lo scopre ed è terrorizzata dall'idea, Denise e Theo gli dicono che ormai sono in età avanzata e quando torna Clair i suoi figli la fissano. Clair fa vedere a Cliff di aver comprato i nuovi tipi di pannolini moderni così lui le presenta una sua paziente che aspetta il tredicesimo figlio sperando di farle cambiare idea, ma ottiene l'effetto contrario perché le due socializzano e diventano subito amiche. Clair chiama la madre per farle sapere del suo desiderio, ma lei le sconsiglia di averne altri e le dice di non cadere nella trappola del profumo di neonato. Le racconta i problemi dei suoi conoscenti per dissuaderla e che con un po' di pazienza avrà dei nipoti a cui badare solo quando ne ha voglia. Clair ne riparla con Cliff comunicandogli che rinuncia perché tutto è già perfetto così.

## Provaci ancora Vanessa
- Titolo originale: Play it again, Vanessa
- Diretto da: Jay Sandrich
- Scritto da: Jerry Ross

### Trama
Vanessa deve prepararsi per la recita scolastica, in cui ha il compito di suonare il clarinetto. Clair confessa a Cliff che lo strumento è costato molto e Vanessa continua a promettere di imparare a suonarlo. Theo e Cliff giocano a scacchi e sentono degli strani suoni: Cliff scopre che Rudy sta giocando col clarinetto e va da Vanessa a dirle che è costato 245 dollari. Vanessa dice che non le piace più, che preferisce la ginnastica e che non vuole fare più la recita. Il padre le spiega che è una sua responsabilità portare a termine l'impegno preso perché altrimenti la classe rimarrebbe senza il clarinetto: visto che non riesce a suonarlo, Cliff le fa fare ripetizioni di musica e, alla recita, Vanessa suona benissimo.

## Ma quanto è strano questo
- Titolo originale: How ugly is he?
- Diretto da: Jay Sandrich
- Scritto da: John Markus

### Trama
Vanessa racconta a Cliff che Theo e Denise parlano male di lui e che Denise ha un nuovo ragazzo. Lui va da Theo per scucirgli informazioni e Rudy confessa il nome. Cliff si lamenta con Clair perché lui è il solo a non saperlo. Il problema è che tutti sanno che lui è sempre sgarbato con i ragazzi della figlia, ma Cliff chiede a Denise di conoscerlo invitandolo a cena e promette di essere gentile. Quando il ragazzo arriva porta un disco che a Cliff piace e gli è quasi simpatico, ma poi quando comincia a dire che non intende studiare all'università perché non serve e che si mette i calzini diversi appositamente, Cliff comincia a storcere il naso. Vanno a tavola e dato che il ragazzo è vegetariano mangia solo un'insalata. Discorrendo, il ragazzo inizia a criticare i medici e il loro tornaconto sul fatto che non dicono alla gente che ci sono dei rischi con una cattiva alimentazione e che si fanno pagare troppo, compreso Cliff. L'atmosfera è sempre più tesa, ma Clair porta Cliff in cucina e cerca di calmarlo invitandolo a passare sopra le critiche ed essere gentile. Tornati a tavola, il ragazzo attacca la categoria degli avvocati dicendo che non è giusto che difendano i colpevoli solo per guadagnare la parcella e che non condivide il fatto che Clair lavori quando Cliff guadagna molto e lei potrebbe stare a casa con i figli. Stavolta è Clair ad arrabbiarsi, ma la cena finisce presto perché i ragazzi escono per andare al cinema. Alla fine della serata Denise rientra e racconta di non apprezzare più quel ragazzo perché da uno spunto del film le ha detto che accetterebbe di avere tante mogli e che non c'è nulla di male nel far tirare l'aratro dalle mogli.

## Bentornata, Sandra
- Titolo originale: Bon jour, Sandra
- Diretto da: Jay Sandrich
- Scritto da: Jerry Ross e Michael Loman

### Trama
Si avvicina il giorno del ringraziamento e Theo per l'occasione vorrebbe affettare il tacchino e Cliff decide di insegnargli la tecnica facendolo esercitare con un pollo, ma Theo non segue la tecnica che il babbo gli insegna, infatti Cliff dice a Theo che sembra un assassino e Theo lo prende come esempio. Intanto Sandra torna a casa per il week-end e con l'occasione vuole comunicare ai genitori che vorrebbe trascorrere il periodo estivo a Parigi con delle amiche. Clair approva e le dice come fare per convincere anche Cliff, ma quando Sandra gli parla, lui si oppone dicendole che ha già programmato le vacanze di famiglia come ogni anno, così fanno un'assemblea di famiglia per mettere ai voti la questione. Tutti sono a favore di Sandra tranne Cliff, così lui le parla e prima le dice che Parigi è una città troppo libertina, ma alla fine decide di darle il permesso. Al pranzo Cliff dà a Theo l'onore di affettare il tacchino consegnandogli ufficialmente gli strumenti della tradizione di famiglia.

## Stanotte non sei una mamma
- Titolo originale: You're not a mother, tonight
- Diretto da: Jay Sandrich
- Scritto da: Karyl Geld Miller e Korby Siamis

### Trama
Clair è stressata dal lavoro e dalla famiglia. Cliff la porta a cena fuori e poi in albergo senza i figli. Cliff lo chiama il giorno della liberazione di Clair. Mentre Cliff e Clair sono fuori, i figli fanno ciò che vogliono senza regole. Nel momento più romantico in albergo, i figli telefonano per augurare la buonanotte con una battuta di spirito: "non tornate con un altro bambino". Al mattino trovano i figli in lite.

## La piccola malata
- Titolo originale: Rudy's sick
- Diretto da: Jay Sandrich
- Scritto da: Matt Williams

### Trama
Clair ha un colloquio con il fondatore dello studio legale in cui lavora, il quale deve decidere se sarà lei la nuova titolare. Intanto Rudy si sveglia con l'influenza e Clair va al colloquio con l'ansia per la figlia. L'uomo si fa attendere da Clair e quando arriva inizia a chiacchierare della sua vita mentre lei vorrebbe tornare a casa da Rudy, così ad un certo punto chiama a casa per dire che farà tardi e saluta Rudy. Parlando parlando, l'uomo si addormenta e Clair approfitta della situazione per andare a casa. Mentre spiega tutto al marito arriva la telefonata del titolare dello studio che le dice che ha superato il colloquio ed è la nuova titolare dello studio, ma poi continua a parlare da solo al telefono.

## La festa del papà
- Titolo originale: Father's day
- Diretto da: Jay Sandrich
- Scritto da: John Markus e Elliot Shoenman

### Trama
Cliff, una mattina, si lamenta con Clair dei regali stravaganti che gli vengono fatti per la festa del papà (cravatte bicolore, cinture e occhiali che si illuminano, ecc.). Clair racconta tutto ai figli che decidono anche se molto in anticipo, di fare una festa del papà a Cliff, ripromettendosi di regalargli questa volta cose davvero utili. Insieme alla madre, visitano decine di negozi. Quando Cliff torna a casa rimane molto colpito dal gesto, e apre i regali, che sono ancora una volta molto strani e buffi; ma lui dice comunque un grande Grazie, e l'episodio si conclude con tutta la famiglia che si tuffa in un caloroso abbraccio.

## Il giorno dell'indipendenza
- Titolo originale: Independence day
- Diretto da: Jay Sandrich
- Scritto da: Matt Robinson

### Trama
Theo ha trascorso il week-end da amici e si è fatto bucare l'orecchio per mettere l'orecchino per piacere ad una ragazza. Lo dice a Denise, che si accorge dell'infezione del buco e gli consiglia di farsi medicare dal padre, ma Theo non vuole. Denise però, dà un indizio a Cliff che va a parlargli. Inizialmente Theo fa di tutto per nascondere l'orecchio al padre, ma quando è palese che Cliff sa tutto decide di confessare e di farsi medicare. Cliff non lo punisce, ma gli dice che la sua punizione sarà la ramanzina del nonno che sta per arrivare. Quando il nonno Russell è al corrente della cosa, non gli fa nessuna ramanzina, anzi, inizia a raccontare che Cliff a 15 anni si stirò i capelli per una ragazza (Clair), bruciandoli e mettendo così Cliff in imbarazzo. Quando Clair scopre cosa ha fatto Theo si arrabbia, ma la nonna Anna difende il nipote raccontando di quella volta che Russell decise di tatuare il suo nome sul petto pronunciando male il suo nome, e che lei gli fece rimuovere tutto lasciando una brutta cicatrice. Così Cliff scopre che Russell ha mentito quando gli raccontava che quella era una cicatrice di guerra. Cliff, Russell e Theo si ritrovano insieme seduti sul divano e Cliff dà al figlio il benvenuto nel club dei Robinson i cui membri sono: petto sfregiato, testa bruciata e orecchio bucato.

## Medico dell'anno
- Titolo originale: Physician of the year
- Diretto da: Jay Sandrich
- Scritto da: John Markus

### Trama
Cliff è stato eletto medico dell'anno e tutti sono intenti a prepararsi per la cerimonia, ma i figli non perdono l'occasione per litigare richiedendo l'intervento di Cliff. Inoltre Theo vuole farsi la barba per la prima volta e Cliff, pur ironizzando sul misero pelo che gli è cresciuto, gli dà il rasoio tradizionale di famiglia per la prima rasatura. Intanto arriva la chiamata dall'ospedale che costringe Cliff a non andare alla premiazione. Tutti sperano che riesca a sbrigarsi in tempo, ma, quando le cose si complicano, telefona per avvisare tutti che non può lasciare l'ospedale e chiedendo a Theo di ritirare il premio e fare il discorso che ha preparato. Theo è perplesso e pensa di non riuscire, ma poi riesce a cavarsela bene.

## Il ballo
- Titolo originale: Jitterbug break
- Diretto da: Jay Sandrich
- Scritto da: Matt Williams

### Trama
Cliff chiede a Theo di guardare Rudy, lui gli chiede un compenso, ma Cliff gli fa capire che è una richiesta insensata. Denise vuole trascorrere la notte in coda per un biglietto di un concerto, ma Cliff non vuole. Mentre Cliff e Clair si preparano per andare a ballare con degli amici, arrivano gli amici di Denise che le dicono che uno di loro farà la coda per i biglietti di tutti, così decidono di ballare in casa Robinson, spostano il mobilio e in salotto sembra che ci sia una festa. Quando arrivano gli amici di Cliff e Clair, anche loro quattro si aggregano al gruppo di ragazzi e ballano tutti insieme. Si confrontano i diversi modi di ballare delle due generazioni.

## Una questione di fiducia
- Titolo originale: Theo and the joint
- Diretto da: Jay Sandrich
- Scritto da: John Markus

### Trama
Clair scopre che nel libro di Theo c'è uno spinello e si allarma, così ne parla con Cliff. Quando Theo torna a casa, i due gli parlano, ma lui dice che non ne sa nulla e li rassicura che non è suo. Clair propone a Cliff di fargli cambiare scuola, ma lui le dice che sarebbe la stessa cosa in qualunque luogo. Denise va a parlare con Theo che le spiega che gli amici lo hanno messo nel libro a sua insaputa. Il giorno dopo Theo cerca di scoprire chi è stato e trovato il colpevole lo obbliga ad andare a casa sua per dire tutto ai suoi genitori. Una volta a casa, il ragazzo parla con Cliff, ma Cliff dice a Theo che non c'era bisogno perché gli aveva già detto che era tutto a posto e che si fidava, così il ragazzo che ha sentito tutto chiede a Theo perché ha rischiato di fare a pugni per questo, ma apprezza quel gesto e i due diventano amici.

## Il progetto di scienze
- Titolo originale: Vanessa's new class
- Diretto da: Jay Sandrich
- Scritto da: Matt Williams e Carmen Finestra

### Trama
Vanessa ha preparato un progetto di scienze per la mostra scolastica, ha costruito un modellino che rappresenta il sistema solare. Alla mostra si rende conto che il suo non è elaborato come quello degli altri, infatti l'amica Janet ha realizzato un robottino e un compagno un vulcano attivo e chiede invano al professore di avere qualche giorno in più per finire. Intanto Cliff, nonostante la moglie sia contraria, ha smontato la lavastoviglie distruggendola, così telefona al negozio per farla sostituire prima che torni Clair. Il lavoro di Vanessa si è classificato 14º mentre l'amica Janet è arrivata al 3º posto con il robot. Vanessa è gelosa e accusa l'amica di essere stata aiutata dal padre ingegnere. Quando Janet chiede a Cliff di riaccompagnarla a casa, lui si preoccupa e chiede delle spiegazioni a Vanessa, la quale dà la colpa a Rudy perché la disturbava e a Cliff perché le ha dato pochi soldi. Alla fine decide di perfezionare il modello per soddisfazione personale e di fare pace con Janet. Quando Clair scopre che la lavastoviglie è rotta, Cliff risolve portando tutti fuori per una pizza.

## Il caso Clair
- Titolo originale: Clair's case
- Diretto da: Jay Sandrich
- Scritto da: Winifred Hervey

### Trama
Clair rientra e trova Cliff addormentato sul divano con Rudy che gli dorme sul petto e, divertita, gli scatta una foto. Clair è molto impegnata e sta preparando il processo al meccanico che ha imbrogliato Sandra. I preparativi per il processo continuano in casa dove insieme a Sandra fa le prove simulando la testimonianza. Visto che Clair è impegnata, Cliff spiega a Theo come rifare il letto dei genitori, e spiega a Rudy come lavare il pavimento in cucina, inoltre Cliff ha cucinato una delle sue solite particolari ricette e i figli sono spaventati dalla lingua di manzo intera, ma per convincerli a mangiare gli dice che l'ultimo deve mangiare anche la lingua, e così tutti si affrettano. Dopo tanto lavoro, il giorno del processo, Clair presenta una difesa di successo.

## Bentornato in pista
- Titolo originale: Back on the track, Jack
- Diretto da: Jay Sandrich
- Scritto da: Matt Robinson

### Trama
Arriva Hernie, l'allenatore di Cliff ai tempi della scuola, il quale invita Cliff a partecipare ad una corsa a staffetta per la rivincita di una gara in cui Cliff arrivò 2º, Dopo qualche incertezza sulle sue capacità, Cliff accetta la sfida e Theo lo aiuta ad allenarsi. Il primo giorno di allenamento Cliff torna a casa distrutto, ma i giorni seguenti si impegna per vincere e il giorno della gara Cliff arriva in forma. I due sfidanti rimangono in pista fino alla fine sono gli stessi di quella vecchia gara e tagliano il traguardo spalla a spalla, questa volta finiscono in parità.

## La giovane donna
- Titolo originale: The younger woman
- Diretto da: Jay Sandrich
- Scritto da: John Markus

### Trama
Cliff rientra dal lavoro alle 3 di notte e dice a Clair di aver invitato il collega Mike, il quale dopo la morte della moglie si è già fidanzato. Clair allora comincia ad ipotizzare con Cliff una sua eventuale morte dicendogli che lo autorizza a risposarsi. Cliff rifiuta l'argomento, ma sotto l'insistenza di Clair, lui le mostra un quadro diverso da quello che lei si aspettava offendendola. Il giorno seguente, Cliff si sveglia con una musica infernale che esce dalla stanza di Sandra e Denise, le quali tentano di spiegargli quello stile musicale che a lui non piace. Intanto Clair pensa ancora al discorso della sera prima e pretende da Cliff una modifica delle sue idee. Anche Cliff vuole fare la stessa ipotesi della sua morte, ma si stupisce che le figlie accettino l'idea senza battere ciglio, a differenza di Theo che dimostra un minimo di dispiacere. Arrivato l'amico Mike, si scopre che la fidanzata è molto più giovane di lui, Clair non approva, ma cerca di fare finta di niente, successivamente anche Cliff ha una sorpresa, quando scopre che Mike ama la stessa musica delle sue figlie. Dopo aver trascorso del tempo con loro, Clair deve ricredersi e confessa a Cliff che la giovane donna le è simpatica.

## Il pigiama party
- Titolo originale: Slumber party
- Diretto da: Jay Sandrich
- Scritto da: Carmen Finestra

### Trama
Rudy si annoia e chiede il permesso di invitare le amiche a dormire con lei. Clair è contraria perché è impegnata, ma Cliff si offre di badare alle ragazze. Così Cliff si trasforma in un vero babysitter e va a prenderle. Rientrando a casa, Peter, che vive nella casa di fronte si intrufola nel gruppo, ma Cliff lo fa restare. Cliff riesce ad intrattenere i bambini per tutto il giorno e verso sera arriva Russell, il quale divertito dalla situazione decide di scommettere con Cliff $ 20 che, se lasciato solo con loro per un minuto, è in grado di far stare seduti e zitti tutti i bambini.

## Mr.Quiet
- Titolo originale: Mr. Quiet
- Diretto da: Jay Sandrich
- Scritto da: Emily Tracy

### Trama
Cliff e Clair vanno al centro della comunità, dove Clair offre la sua consulenza legale e Cliff tiene dei corsi preparto. C'è anche Theo che fa giocare i figli delle persone che si servono del centro. Un ragazzino si è ferito, ma quando Cliff lo medica si rifiuta di parlare e solo più tardi, mentre gioca con un assistente del centro, comincia ad aprirsi dicendo che non parla perché non ha nulla da dire. Quando i Robinson tornano a casa, arriva la madre del bambino ferito che parla con l'assistente e gli spiega che fa così da quando il padre poliziotto è stato ucciso, ma a casa parla molto. Cliff a casa si secca per le continue richieste dei figli, ma resta colpito dalla richiesta di Theo di regalare il suo pallone al centro, visto che lì sono un po' sgonfi.

## Il compleanno di Cliff
- Titolo originale: Cliff's birthday
- Diretto da: Jay Sandrich
- Scritto da: John Markus e Elliot Shoenman

### Trama
Clair è determinata insieme ai figli a fare uno scherzo al marito per il suo compleanno poiché Cliff ha il dono di scoprire sempre in anticipo la sorpresa. Organizza così una finta cena preparata con i figli per poi deviare i sospetti di Cliff che ovviamente curiosa e tenta di scoprire il regalo. Gli presenterà poi sulla tavola la pizza ai funghi che tanto detesta. Alla fine dello scherzo Clair porterà Cliff e i figli ad un concerto di una cantante tanto amata da Cliff, la quale si rivolge a lui personalmente come da accordo. Cliff è contentissimo e dopo il concerto, la cantante invita tutta la famiglia nel suo camerino per conoscerli. La sorpresa è riuscita perfettamente e una volta a casa, Denise, recita una poesia ai genitori.